# Аврора (кинотеатр, Минск)
«Аврора» — широкоформатный кинотеатр-мультиплекс, расположенный в городе Минске. Открылся 23 января 1988 года. Кинотеатр «Аврора» находится в собственности унитарного предприятия «Киновидеопрокат» Минского городского исполнительного комитета. В 2017 году вошёл в четвёрку самых популярных кинотеатров Белоруссии, его посетило 414 064 зрителя

## Описание и характеристики
В кинотеатре 3 комфортных кинозала с мягкими креслами общей вместительностью 759 мест. Каждый зал имеет своё название:
- 1 зал — Красный (второе название Большой зал) — 390 мест;
- 2 зал — Лазурный — 246 мест;
- 3 зал — Зал повышенной комфортности 117 мест.

Техническое оснащение составляют мощная система объемного озвучивания Dolby CP 650 (Красный зал и зал повышенной комфортности) и CP 500D (Лазурный зал), кинопроектор MЕО 5X (во всех залах).
В кинотеатре расположен просторный вестибюль, бар (на 2 этаже). Рядом автостоянка.